# Île Maudez
L'île Maudez ou Modez est une île située dans l'archipel de Bréhat, mais rattachée à la commune de Lanmodez. Accessible difficilement à pied sec, en raison du fort marnage, en période de mortes-eaux, l'île est isolée du continent.
Elle est séparée du reste de l'archipel par le profond chenal du Trieux.
Elle est longue d’un kilomètre environ sur 250 mètres de large au maximum et orientée sud-ouest/nord-est.
Elle n’est pas boisée, à l’exception de quelques arbustes plantés dans un jardin au sud de l’ancienne église prieuriale.

## Histoire
Des traces archéologiques attestent d’une occupation depuis l’époque néolithique.
Selon la tradition, c'est en ce lieu qu’au VIe siècle, saint Maudez vint se retirer après avoir établi des ermitages à Pleubian, puis à Lanmodez. 
On raconte que l'île était infestée de serpents que saint Maudez chassa par ses prières incessantes. Il y établit une communauté monastique, construisant plusieurs petites cellules pour lui et ses disciples, ainsi qu’une église, et y finit ses jours.
En 878, ses reliques sont transportées à la cathédrale de Bourges pour fuir l'arrivée des Normands, ainsi qu'à Saint-Mandé (Saint-Maudez), près de Paris. Ses restes reviendront à l’abbaye de Beauport en 1202. D'autres reliques seront réparties entre neuf églises dont la cathédrale de Quimper, Châteaulin, Le Juch, l'hôpital de Lesneven. Un buste-reliquaire est visible à Plouézec) et un bras-reliquaire à Saint-Jean-du Doigt. 
Le monastère est relevé après les invasions normandes. L’église semble avoir été édifiée à partir du XIe siècle.
Au XIIe siècle, l’île Modez et son monastère sont donnés à l’abbaye de Bégard, fondée en 1130. L’établissement devient un prieuré jusqu’à la Révolution. L’île est alors entièrement cultivée. 
C’est un lieu de pèlerinage très fréquenté. Une charte de 1491 de Jean, abbé de Bellevaux, ordre de Citeaux, au diocèse de Besançon, (parvenue jusqu’à nous par une copie du XVIIIe siècle) accorde des indulgences aux fidèles qui contribuent à la réparation et l’enrichissement de l’église prieurale. 
À partir du XVIe siècle, l’île est affermée.
Les terres sont exploitées par un fermier qui occupe l’ancien prieuré devenu métairie et aucun religieux ne réside plus sur l’île. L’église continue néanmoins d’attirer de nombreux pèlerins. En l’absence des religieux dans l’île, leurs droits sont contestés. En 1608 et 1640, « un certain frère Jean de Knegriou » puis l’abbaye cistercienne de Coatmalouen essayent de s’emparer du prieuré. En 1678 et 1704, l’abbaye de Bégard doit défendre ses droits sur l’île Maudez contre deux recteurs de Lanmodez qui tentent de l’annexer et d’en percevoir les revenus.
L’île est vendue comme bien national à la Révolution. En 1883, les bâtiments sont en ruine. Les vestiges du chœur de l’église prieurale et du cloître sont abattus et une chapelle moderne est construite à leur emplacement.
L’île est encore cultivée pendant toute la première moitié du XXe siècle par des cultivateurs de Lanmodez. En 1951, Barbier rapporte qu’on y produit les premières pommes de terre primeurs de la région de Paimpol.
L'intérieur de l'île est aujourd'hui une propriété privée. Elle appartient depuis 1968 à la famille Lescault. Elle est toujours  cultivée, et reste bien entretenue.

## Lieux et monuments
L'île possède un patrimoine bâti intéressant du point de vue historique. 
Elle recèle plusieurs vestiges archéologiques (menhir, pierre de fertilité, pierres sculptées...) non étudiés (seuls l’oratoire et la pêcherie l’ont été).

### Oratoire de Saint-Maudez (IVe-XIIe)
Au centre de l'île, sur sa partie la plus haute, se trouve l’oratoire de Saint-Maudez, dit aussi Four de Saint-Maudez ou Chaise de Saint-Maudez. Selon la tradition, il s’agirait de la cellule du saint, l’un des plus populaires de Bretagne, transformée ultérieurement en chapelle. C’est un édifice circulaire d’un diamètre extérieur de 4,36 mètres (diamètre intérieur 2,80 mètres), haut de 6,35 mètres environ, couvert d’un dôme qui a été cimenté et couronné d’une petite croix de granit datée de 1927. Il est percé d’une porte trapézoïdale au sud et précédé d’un terre plein et d’un escalier en pierre sèche de 12 marches, aujourd’hui ruiné et informe. Les fondations et les murs de l’oratoire remontent au VIe siècle. L’édifice a été couvert au XIIe siècle d’une voûte en berceau d’ogive élémentaire dont les arcs de croisée qui la soutiennent retombent sur des petits corbeaux encastrés. Son plancher, originellement formé de poutres encastrées, a disparu. L’espace sous le niveau du plancher (d'une profondeur de 1,20 mètre) servait de crypte : en 1883, Joachim Gaultier du Mottay la décrit contenant des ossements. L’oratoire contient un autel en pierre à l’est et une colonnette creusée en bénitier. 
À l’est de l’oratoire subsistent les vestiges dépassant tout juste du sol d’un autre bâtiment circulaire, de 7,40 m de diamètre. Il semble également dater du VIe siècle. On trouve des cellules semblables datant de la même époque sur l’île Lavret toute proche.

### Ancien prieuré (XIe-XIXe)
À l'est de l'île se groupe un ensemble de bâtiments, l'ancien logis du prieuré, les vestiges de l'ancienne église prieurale (réhabilitée en maison d'habitation), la chapelle Saint-Maudez, et de petits bâtiments récents. L'ensemble des bâtiments a été restauré au cours des années 1970. 
- Ancienne église prieurale (XIe – XVe siècle, restaurée au XXe siècle). Selon la Borderie, elle a été élevée à l’emplacement de la première église fondée par saint Maudez au VIe siècle. La partie la mieux préservée est la nef du XIe siècle. C’est un rectangle de 11,35 mètres de long sur 4,35 mètres de large aux murs de 0,97 mètre d’épaisseur. Le bâtiment accolé au nord est un ajout moderne. La face sud est percée de deux petites fenêtres de plein cintre très ébrasées[4]. La partie la plus intéressante est la face ouest : on y trouve un beau portail roman. En saillie par rapport au pignon, il est formé de deux archivoltes de plein cintre retombant sur des piédroits simples surmontés d’un fronton. De part et d’autre du fronton sont encastrés deux blocs sculptés de personnages en buste, très effacés par l’érosion. Dans le sommet du pignon s’ouvrent deux étroites baies de plein cintre[3]. La façade Est présente une arcade moulurée du XVe siècle, qui ouvrait sur le chœur édifié par les cisterciens au XIIe siècle (repris au XVe siècle et XVIIIe siècle) dont il ne reste que quelques vestiges[4]. Selon Gaultier du Mottay qui a décrit ses ruines en 1883 juste avant leur destruction presque totale lors de l'édification de la chapelle moderne à leur emplacement, il faisait 16 mètres de long environ. Le chœur était bordé sur 8 mètres de deux collatéraux étroits formant faux transept et s’achevait par un chevet droit percé par une maîtresse vitre[3]. Au nord de l'espace compris entre la nef et la chapelle moderne, il reste des vestiges de deux arcades latérales de plein cintre retombant sur des piles rectangulaires par une imposte simple, aujourd’hui incluses dans un mur, ainsi que dans le contrefort sud-est de la nef, qui présente au sud le départ d’un arc mouluré[4]. En 1883, les vestiges du cloître du XIIe siècle subsistaient au nord du chœur. Ils étaient visibles sur le cadastre de 1827[3].

- Chapelle Saint-Modez (XIXe siècle). Élevé à l’emplacement de l’ancien chœur en 1884, l’édifice rectangulaire fait 8,50 mètres de long sur 5,72 mètres de large et est couvert de lambris. Il renferme quelques statues anciennes[6]. Jusqu'à la Seconde Guerre mondiale, un pardon s'y déroulait le 18 novembre de chaque année, et c'était un lieu de pèlerinage étant donné l'importance du culte de saint Maudez en Bretagne et surtout au Trégor. On y prélevait de la terre censée guérir des vers et préserver des serpents, c'est pourquoi elle était répandue dans la cour des fermes.

- Ancien logis du prieuré (XIe ou XIIe siècle-XXe siècle) Le bâtiment, remanié au XVe siècle garde de l’époque romane le gros œuvre et une arcade de plein cintre murée dans le mur nord. La face est percée de baies étroites semblables à celle de la nef de l’ancienne église prieurale. La face sud est contrebutée par deux contreforts importants. Il existe un bel escalier à vis en granit et une porte du XVe siècle surmontée d’une accolade. La majorité des ouvertures ont été modifiées lors de la restauration à l’époque moderne[7].

### Pêcherie (XVesiècle)
Elle se situe sur la côte nord-ouest de l’île. C’est un bassin naturel réaménagé en piège à poissons par l’ajout de digues et de lignes de pierres servant à tendre des filets à marée basse. Elle semble avoir été utilisée par les pêcheurs locaux jusqu’à l’époque moderne.
Un ancien corps de garde du XIXe siècle se dresse à 50 m au nord-Ouest de l’oratoire.
La chapelle Saint-Michel jadis située au nord de l'île n'existe plus.
Il y a aussi un puits sur l'île.